# Огражден
О́гражден — горы на юго-востоке Северной Македонии и юго-западе Болгарии, часть из горной цепи Беласица. Расположены к северу от Беласицы, к северо-востоку от северомакедонского города Струмица и к северо-западу от болгарского города Петрич. Самым высоким пиком в Северной Македонии является Ограженец (1744 метра), а самая высокая гора в Болгарии от этой цепи — Билска Чука (1644 метра).
- Вид на Огражден с Беласицы
- Гора Билска Чука
- Чуриловский монастырь